# Triuggio
Triuggio is een gemeente in de Italiaanse provincie Monza e Brianza (regio Lombardije) en telt 8055 inwoners (31-12-2004). De oppervlakte bedraagt 8,4 km², de bevolkingsdichtheid is 959 inwoners per km².
De volgende frazioni maken deel uit van de gemeente: Canonica Lambro, Tregasio.

## Demografie
Triuggio telt ongeveer 3141 huishoudens. Het aantal inwoners steeg in de periode 1991-2001 met 9,9% volgens cijfers uit de tienjaarlijkse volkstellingen van ISTAT.
| Jaar | Inwoneraantal |
| ---- | ------------- |
| 1991 | 6983          |
| 2001 | 7674          |

## Geografie
Triuggio grenst aan de volgende gemeenten: Besana in Brianza, Carate Brianza, Correzzana, Albiate, Lesmo, Sovico, Macherio.